# Madou (album)
Madou is het Nederlandstalig debuutalbum van de gelijknamige Belgische band Madou uit 1982.

## Tracklist
- A-1. Smurf
- A-2. Overmoed
- A-3. Naast het Bad
- A-4. Zeerover Jenny
- A-5. Straks niet meer Warm
- B-1. Niets is voor Altijd
- B-2. Valerio/ Wallenda
- B-3. Arceuil
- B-4. Witte Nachten
- B-5. Minderjarig

## Meewerkende artiesten
Productie: 
- Jean-Marie Aerts
- Sus Proost
- Ward Kuszynski
- Wiet Van de Leest

Muzikanten:
- Jan Meel (drums)
- Johan Van Der Staey (saxofoon)
- Leo Coomans (saxofoon)
- Luc Van Tilborgh (trompet)
- Marc Godfroid (trombone)
- Patrick Mortier (trompet)
- Sus Proost (basgitaar, gitaar)
- Vera Coomans (zang)
- Wiet Van de Leest (altviool, klavier)

Teksten:
- Jan Devos[2]